# Polnische Beachhandball-Nationalmannschaft der Frauen
Die polnische Beachhandball-Nationalmannschaft der Frauen repräsentiert den polnischen Handball-Verband als Auswahlmannschaft auf internationaler Ebene bei Länderspielen im Beachhandball gegen Mannschaften anderer nationaler Verbände. Den Kader nominiert der Nationaltrainer.
Das männliche Pendant ist die Polnische Beachhandball-Nationalmannschaft der Männer.

## Geschichte

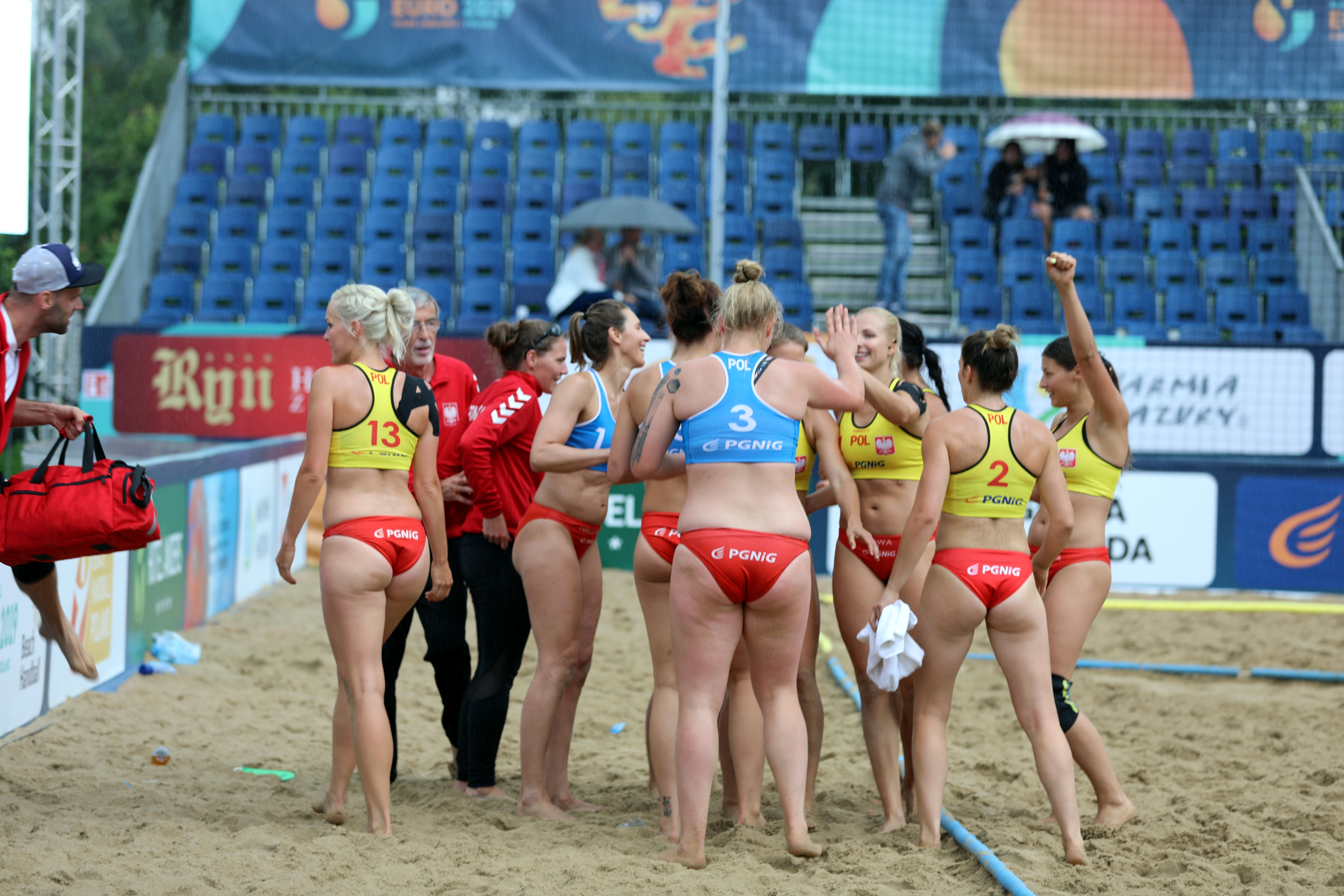
Die polnische Mannschaft bei einer Auszeit im Platzierungsspiel der EM 2019 gegen die deutsche Mannschaft

Nachdem schon vergleichsweise früh für die Europameisterschaften 2002 erstmals eine polnische Nationalmannschaft der Frauen im Beachhandball aufgestellt wurde, die jedoch nur einen der hinteren Ränge (13 von 16 teilnehmenden Nationalmannschaften) belegte, nimmt die Mannschaft seit der EM 2009 regelmäßig und ohne Unterbrechungen an den kontinentalen Titelkämpfen teil. Meist belegt die Mannschaft einen Rang im Mittelfeld, manchmal kann sie eine beachtenswerte Platzierung erreichen. So schloss Polen die EM 2015 als Fünftplatzierte Mannschaft als beste Mannschaft die nicht das Halbfinale erreicht hatte ab, zwei Jahre später erreichte man am Jarun-See in Zagreb sogar das Finale und musste sich dort einzig den Norwegerinnen geschlagen geben. Im selben Jahr konnte die Mannschaft im heimischen Breslau auch bei den World Games antreten und Fünfte werden. Bei Weltmeisterschaften debütierten die Polinnen schon 2012, 2016 und 2018 gelang die erneute Qualifikation und damit die Etablierung in der erweiterten Weltspitze in der Sportart. Auch leichte Rückschläge wie der 12. Rang bei der Heim-EM 2019 in Stare Jabłonki – zur Vorbereitung durfte die Mannschaft schon im Vorjahr an selber Stelle mit einer Wildcard bei den EBT Finals 2018 antreten – waren nur ein temporärer Rückschlag, zwei Jahre später wurde in Warna, Bulgarien, wieder das Achtelfinale erreicht. 2019 gehörte die polnische Mannschaft zu den Gründungsteilnehmern der World Beach Games. In Doha belegte die Mannschaft Rang fünf unter 12 Mannschaften.

## Teilnahmen
| World Games - 2001: nicht eingeladen - 2005: nicht eingeladen - 2009: nicht eingeladen - 2013: nicht qualifiziert - 2017: 5. - 2022: nicht qualifiziert World Beach Games - 2019: 5. - 2023: |  | Weltmeisterschaften - 2001: ausgefallen - 2004: nicht qualifiziert - 2006: nicht qualifiziert - 2008: nicht qualifiziert - 2010: nicht qualifiziert - 2012: 10. - 2014: nicht qualifiziert - 2016: 10. - 2018: 6. - 2020: ausgefallen - 2022: nicht qualifiziert | Europameisterschaften - 2000: nicht teilgenommen - 2002: 13. - 2004: nicht teilgenommen - 2006: nicht teilgenommen - 2007: nicht teilgenommen - 2009: 9. - 2011: 8. - 2013: 12. - 2015: 5. - 2017: 2. - 2019: 12. - 2021: 8. - 2023: qualifiziert | Europaspiele - 2023: qualifiziert EHF Championship - 2022: 2. Global Tour - 2022: |

- EM 2002: derzeit nicht bekannt

- EM 2009: Aleksandra Czajkowska • Izabela Czarna • Agnieszka Joachymek • Anita Kujawa • Alicja Łukasik • Ewa Perek • Klaudia Pielesz • Magdalena Słota • Dagmara Szymczakowska • Lidia Żakowska[4] • Ersatz: Natalia Brojek • Karolina Dziewa • Edyta Jaworska • Adrianna Konefał • Magdalena Lurka • Karolina Semeniuk • Agata Szulc • Ewa Wozińska[5]

- EM 2011: Alina Antoszewska • Karolina Dziewa • Alicja Łukasik • Urszula Olejnik (TW) • Agnieszka Pęcherska • Ewa Perek • Grażyna Pietras • Magdalena Słota • Dagmara Szymczakowska • Lidia Żakowska[6] • Ersatz: Anita Kujawa • Agnieszka Kwiecień • Aleksandra Wójt • Ewa Wozińska • Aleksandra Wynnyk[7]

- WM 2012: Alina Antoszewska • Agnieszka Joachymek • Alicja Łukasik • Monika Maliczkiewicz • Urszula Olejnik (TW) • Agnieszka Pęcherska • Ewa Perek • Grażyna Pietras • Magdalena Słota • Lidia Żakowska[8]

- EM 2013: Sylwia Bartkowiak • Ewelina Fiedorek • Julita Kempa • Weronika Łakomy • Marta Łyszczyk • Paula Mazurek • Florentyna Pawlak (TW) • Agnieszka Pęcherska • Karolina Peda • Milena Zamęcka (TW)[9]

- EM 2015: Sylwia Bartkowiak • Agnieszka Jochymek • Natalia Krupa (TW) • Weronika Łakomy • Marta Łyszczyk • Katarzyna Masłowska • Ewa Nowicka • Urszula Olejnik (TW) • Paulina Sowa • Lidia Żakowska[10]

- WM 2016: Weronika Łakomy • Marta Łyszczyk • Katarzyna Masłowska • Martyna Matysek • Ewa Nowicka • Urszula Olejnik (TW) • Zuzanna Rychlewska (TW) • Paulina Sowa • Alina Struzik • Aleksandra Tomczyk

- EM 2017: Sylwia Bartkowiak • Anna Błaszczyk • Natalia Krupa (TW) • Weronika Łakomy • Katarzyna Masłowska • Paula Mazurek • Ewa Nowicka • Alicja Ślęzak • Magdalena Słota • Paulina Sowa[11]

- WG 2017: Sylwia Bartkowiak • Natalia Krupa (TW) • Weronika Łakomy • Katarzyna Masłowska • Paula Mazurek • Ewa Nowicka • Alicja Ślęzak • Magdalena Słota • Paulina Sowa • Lidia Żakowska[12]

- WM 2018: Anna Błaszczyk • Kinga Jakubowska • Natalia Krupa (TW) • Weronika Łakomy • Katarzyna Masłowska • Katarzyna Matyja • Iwona Niedźwiedź • Alicja Ślęzak • Magdalena Słota • Paulina Sowa • Ersatz: Natalia Filończuk (TW) • Martyna Matysek • Elżbieta Wesołowska • Dagmara Żychniewicz[13]

- EM 2019: Sylwia Bartkowiak • Natalia Filończuk (TW) • Kinga Jakubowska • Natalia Krupa (TW) • Weronika Łakomy • Katarzyna Masłowska • Martyna Matysek • Paula Mazurek • Iwona Niedźwiedź • Ewa Nowicka • Alicja Ślęzak • Paulina Sowa • Ersatz: Izabela Prudzienica • Małgorzata Rola[14]

- EM 2021: Katarzyna Matyja • Martyna Matysek • Magdalena Mazur • Paula Mazurek • Ewa Nowicka • Sonia Siemko • Alicja Ślęzak • Paulina Sowa • Katarzyna Wilczek • Magdalena Ziółkowska

- EHFC 2022: Oliwia Gierszewska • Michalina Hołody • Natalia Kolasińska • Paulina Kuźmińska • Magdalena Nurska • Natalia Rogalska • Alicja Ślęzak • Paulina Sowa • Weronika Witak[15]

## Trainer
| Cheftrainer - 2009: Bożena Karkut - 2011: Tomasz Paduch - 2012: Bożena Karkut - 2013: Stanisław Igel - 2015–2016: Jolanta Jochymek - seit 2017: Marek Karpiński | Co-Trainer/in - 2012 Arkadiusz Fajok - 2015–2016: Robert Bejgier - seit 2017: Alicja Łukasik - seit 2018: Karolina Peda |

## Einzelbelege
1. ↑  Kadra narodowa kobiet w plażowej piłce ręcznej | Związek Piłki Ręcznej w Polsce. Abgerufen am 3. Februar 2022 (polnisch).
Młodzieżowa kadra narodowa kobiet w plażowej piłce ręcznej | Związek Piłki Ręcznej w Polsce. Abgerufen am 3. Februar 2022 (polnisch).
Kadra narodowa kobiet w plażowej piłce ręcznej | Związek Piłki Ręcznej w Polsce. Abgerufen am 3. Februar 2022 (polnisch).
2. ↑  gsztank: Team Poland. In: Piłka Ręczna Plażowa. Abgerufen am 2. Februar 2022 (polnisch).
3. ↑  IHF | Team Details Page. Abgerufen am 2. Februar 2022.
4. ↑  Wystartowały ME w piłce plażowej | Związek Piłki Ręcznej w Polsce. Abgerufen am 3. Februar 2022 (polnisch).
5. ↑  https://sportowefakty.wp.pl/pilka-reczna/80772/kadra-narodowa-plazowych-pilkarek-recznych-na-me
6. ↑  HP_07_2011 by Katarzyna Ciemny - Issuu. Abgerufen am 3. Februar 2022 (englisch).
7. ↑  Kadra narodowa kobiet | Związek Piłki Ręcznej w Polsce. Archiviert vom Original (nicht mehr online verfügbar) am 13. Mai 2021; abgerufen am 3. Februar 2022 (polnisch).  Info: Der Archivlink wurde automatisch eingesetzt und noch nicht geprüft. Bitte prüfe Original- und Archivlink gemäß Anleitung und entferne dann diesen Hinweis.
8. ↑  Kadra narodowa na MŚ w piłce plażowej | Związek Piłki Ręcznej w Polsce. Abgerufen am 3. Februar 2022 (polnisch).
9. ↑  Wirtualna Polska Media: Kadra narodowa kobiet w piłce ręcznej plażowej - WP SportoweFakty. 1. Juli 2013, abgerufen am 3. Februar 2022 (polnisch).
10. ↑  European Handball Federation - Poland / (Adults Team). Abgerufen am 3. Februar 2022 (englisch).
11. ↑  http://statistics.eurohandball.com/reports/?typ=cumulativeBeach&b=478&t=634
12. ↑  Zwycięstwo po shoot-outach! | Związek Piłki Ręcznej w Polsce. Abgerufen am 3. Februar 2022 (polnisch).
13. ↑  Poznanianki w kadrze na Beach Handball World Cup | Nasz Głos Poznański. Abgerufen am 2. Februar 2022.
14. ↑  http://statistics.eurohandball.com/reports/?typ=cumulativeBeach&b=123184&t=634
15. ↑  Kader EHF Championships 2022